# Polyrhachis subfossoides
Polyrhachis subfossoides é uma espécie de formiga do gênero Polyrhachis, pertencente à subfamília Formicinae.